# Team Cyclingnews.com
L'equip Team Cyclingnews.com (codi UCI: CDU), conegut anteriorment com a The Team Down Under, va ser un equip ciclista australià que va competir de 2003 a 2005. Va desaparèixer al 2006 en fusionar-se amb l'equip Driving Force Logistics i crear el DFL-Cyclingnews-Litespeed. El 2005 va tenir categoria continental.

## Principals victòries
- Tour de Wellington: Matthew Yates (2003)
- De Drie Zustersteden: Phil Thuaux (2004)
- Gran Premi Criquielion: Hamish Robert Haynes (2005)
- Gran Premi del 1r de maig - Premi d'honor Vic de Bruyne: Hamish Robert Haynes (2005)
- Tour del Jura: Glen Chadwick (2005)

### Grans Voltes
- Tour de França
  - 0 participacions

- Giro d'Itàlia
  - 0 participacions

- Volta a Espanya
  - 0 participacions

## Classificacions UCI
Fins al 1998 els equips ciclistes es trobaven classificats dins l'UCI en una única categoria. El 1999 la classificació UCI per equips es dividí entre GSI, GSII i GSIII. D'acord amb aquesta classificació els Grups Esportius I són la primera categoria dels equips ciclistes professionals. La següent classificació estableix la posició de l'equip en finalitzar la temporada.
| Temporada | Classificació per equips | Millor ciclista en la classificació individual |
| --------- | ------------------------ | ---------------------------------------------- |
| 2003      | 33è (GSIII)              | David Harrigan (974è)                          |
| 2004      | 70è (GSIII)              | Phil Thuaux (1188è)                            |

A partir del 2005, l'equip participa en els Circuits continentals de ciclisme. La taula presenta les classificacions de l'equip al circuit, així com el millor ciclista individual.
UCI Amèrica Tour
| Temporada | Classificació per equips | Millor ciclista en la classificació individual |
| --------- | ------------------------ | ---------------------------------------------- |
| 2005      | 24è                      | Glen Chadwick (245è)                           |

UCI Àsia Tour
| Temporada | Classificació per equips | Millor ciclista en la classificació individual |
| --------- | ------------------------ | ---------------------------------------------- |
| 2005      | 32è                      | Jeremy Vennell (129è)                          |

UCI Europa Tour
| Temporada | Classificació per equips | Millor ciclista en la classificació individual |
| --------- | ------------------------ | ---------------------------------------------- |
| 2005      | 62è                      | Hamish Robert Haynes (198è)                    |

UCI Oceania Tour
| Temporada | Classificació per equips | Millor ciclista en la classificació individual |
| --------- | ------------------------ | ---------------------------------------------- |
| 2005      | 11è                      | Jeremy Vennell (16è)                           |